# Grafschaft Schaunberg

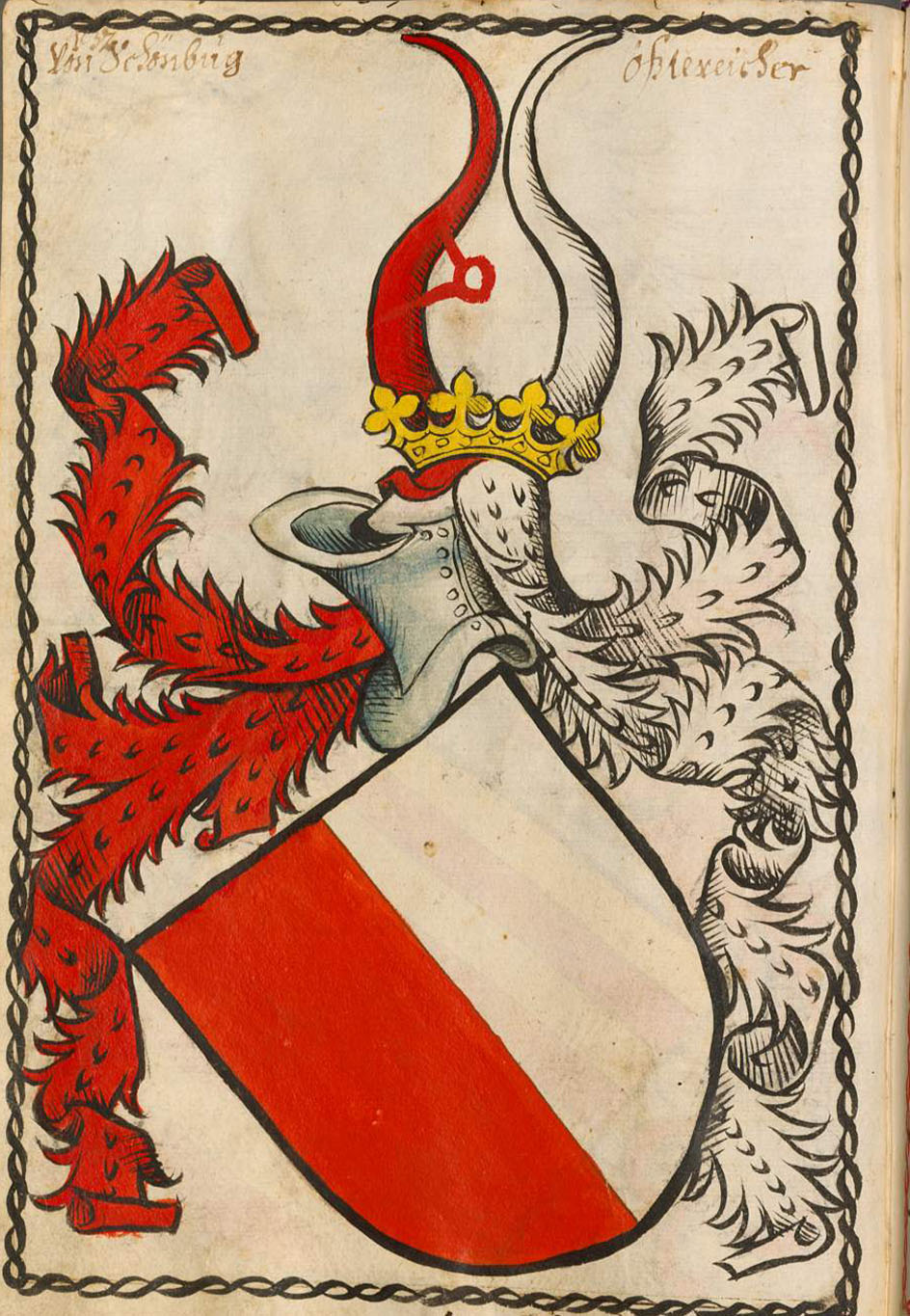
Wappen der Schaunberger nach Scheibler

Die Grafschaft Schaunberg 1250. Die hellen Gebiete entsprechen ungefähr dem anachronistischen Österreichischen Reichskreis. Sie sind nur für Kontext.

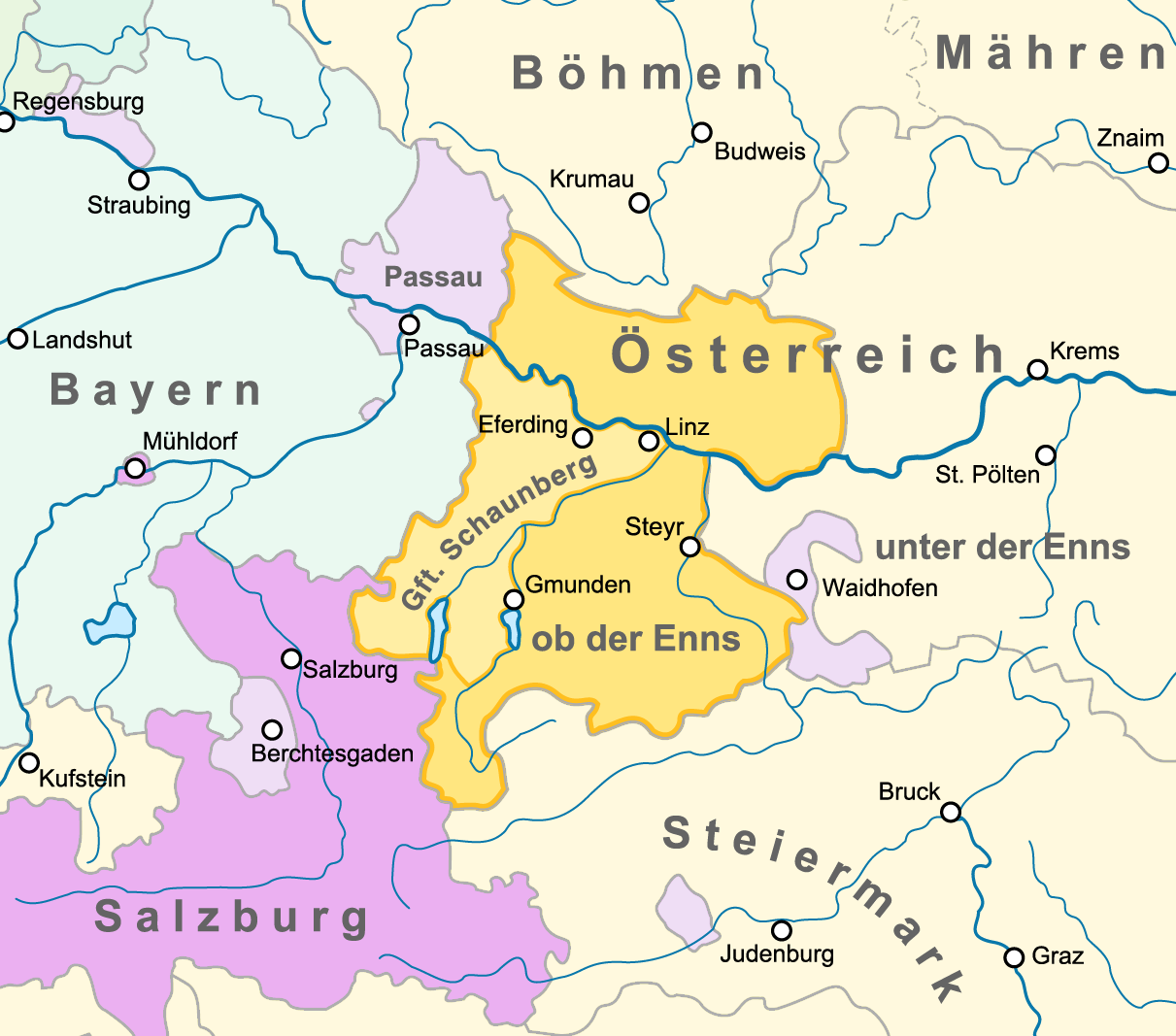
Die Grafschaft Schaunberg im Heiligen Römischen Reich etwa 1385.

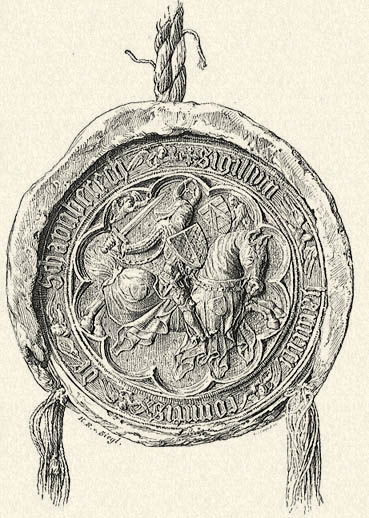
Siegel von Heinrich von Schaunberg, 1375

Schaunberg war der Name einer Grafschaft im (Erz-)Herzogtum Österreich ob der Enns im Hausruckviertel, wo die Stammburg, die heutige Ruine Schaunberg in Hartkirchen steht. Das Geschlecht der Schaunberger starb 1559 in männlicher Linie aus.

## Geschichte der Schaunberger
Die Schaunberger, die von den hochfreien Herren von Julbach (am Inn) abstammten, erhielten von Kaiser Friedrich Barbarossa Mitte des 12. Jahrhunderts die Maut zu Aschach an der Donau als einträgliches Reichslehen und schon wenige Jahre später errichtete Heinricus de Scovenberch (so urkundlich 1160) unweit von Aschach eine Burg, die namengebender Mittelpunkt des Territoriums wurde, das die Schaunberger besonders mit Hilfe von Hochgerichtsbarkeit, Vogtei (etwa über das Zisterzienserkloster Wilhering) und Kirchenpatronat im Laufe des 13. Jahrhunderts im Wesentlichen zwischen Kürnberg und Sauwald sowie Donau und Hausruck schufen. Die bereits 1316 urkundlich Grafen genannten Schaunberger sprachen von diesem Territorium als „terra nostra“; es war eine Grafschaft mit eigenem Landrecht und Sonderstellung im Herzogtum Österreich ob der Enns. Die Stadt Eferding, welche die Schaunberger 1367 vom Bischof von Passau kauften, nahm unter ihrer Herrschaft bedeutenden Aufschwung. Am Höhepunkt der Macht stand die Familie mit Ulrich I. von Schaunberg, einem engen Vertrauten von Herzog Rudolf IV., der von 1369 bis 1373 Landeshauptmann ob der Enns war.
1380 beschloss Herzog Albrecht III. von Österreich, dem Streben der Schaunberger nach einem unabhängigen Land ein Ende zu setzen. In der Schaunberger Fehde (1380–1390) besetzte er alle ihre Donauburgen und auch die Stadt Eferding; die Burg Schaunberg belagerte er allerdings vergeblich. Heinrich von Schaunberg musste sich unterwerfen und seine Besitzungen von Österreich zu Lehen nehmen. Diese Niederlage wurde mit einer Reihe von Verträgen, unter anderen dem Schiedsspruch vom 28. Februar 1383 durch ein Gericht von Reichsfürsten, besiegelt. 1388 fühlte sich Graf Heinrich jedoch wieder stark genug, um sich gegen Habsburg aufzulehnen; nach wechselnden Erfolgen unterwarf er sich schließlich und musste 1390 dem Herzog endgültig Urfehde schwören.
Die Schaunberger konnten noch etwa ein Jahrhundert lang eine gewisse Sonderstellung behaupten. Unter anderem war Friedrich V. von Schaunberg von 1489 bis 1494 Salzburger Erzbischof. Erst unter den Kaisern Friedrich III. und Maximilian I. gelang es den Habsburgern, die schaunbergischen Sonderrechte endgültig zu beschneiden; 1548 verloren die in der Reformation lutherisch gewordenen Schaunberger ihre Reichsstandschaft, 1559 starben sie mit Graf Wolfgang von Schaunberg aus und wurden über dessen Schwester Anna von den Starhembergern beerbt.
Von der Grafschaft der Schaunberger leitet sich auch der Begriff Landl ab, der bis ins 18. Jahrhundert die Bezeichnung für das heutige Hausruckviertel war.

## Stammliste der Grafen von Schaunberg (ab 1382)
Die Grafen von Schaunberg leiten sich von den Edlen von Julbach ab. Diese nannten sich seit Heinrich IV. (1316) auch von Schaunburg (Henricus comes de Scounberch). Durch den Zuwachs ihrer Güter im heutigen Innviertel verlagerten die Julbach-Schaunberger ihren Hauptsitz auf die Schaunburg. 1382 verkaufte Graf Heinrich von Schaunberg  die verpfändete Feste und Herrschaft Julbach, den Stammsitz, an die Wittelsbacher, ab wann das Geschlecht nurmehr von Schaunburg genannt wird.
NN
Heinrich VII. von Julbach-Schaunberg, 1355, † 9. Oktober 1390 ⚭ vor 9. Januar 1362 Ursula von Görz zu Schöneck, Neuhaus und Uttenstein, † nach 1383
- Heinrich VIII. (1380/82–1383), mehrere Töchter
- Ulrich II., 1382,
⚭ vor 18. März 1386 Elisabeth von Abensberg, Tochter von Johann von Abensberg, † 1423 
  1. Georg I.,1401/04
  2. Johann II. von Schaunberg alias Johann I. zu Achau, Eferding, Erlach, Rabensberg, Lemberg, Mistelbach und Peuerbach, 1424 Landmarschall in Österreich, 1438 Marschall von Steier, königlicher Rat und Reichshofmeister, † 16. November 1453;
⚭ um 1413 Anna von Pettau, † 29. März 1465, begraben im Franziskanerkloster Pupping
    1. Ulrich, † 1. Oktober ???
    2. Johann II., 1421, † nach 19. Oktober 1437
    3. Bernhard von Weitenegg, Kaiserlicher Rat, 1447 Landmarschall in Österreich, † 8. April 1473;
⚭ vor 10. August 1430 Agnes von Wallsee, † 15. August 1479, Tochter von Reinprecht IV. von Walsee und Katharina von Rosenberg
      1. Friedrich, * 13. Juni 1439, 1449 in Siena, † 4. Oktober 1494 in Salzburg an der Wassersucht, begraben im Kloster St. Peter, 1469 Domherr, 1484 Stadtpfarrer von Salzburg, 1485 Propst von St. Andrä im Lavanttal, 1489 Elekt, 1490 Erzbischof von Salzburg
      2. Siegmund III., † 1536
      3. Ladislaus, † 16. Juli 1475
      4. Georg II. zu Frankenburg, Kammer, Neuattersee, Seisenegg und Neumarkt, † 7. März 1491 auf Schaunburg, begraben in Wilhering;
⚭ vor 12. November 1484 Maria Margareta von Starhemberg, * 1469, † 1522, Tochter den Hans von Sprinzenstein und der Elisabeth von Hohenberg
        1. Elisabeth, 1491, † 30. August 1512;
⚭ vor 26. Mai 1503 Johann Prueschenk Graf zu Hardegg und im Machland, † 27. Juli 1535 in Liegnitz

    4. Albrecht, 1448 immatrikuliert in Wien, 1451 in Bologna, Dr. jur. utr., * 1430, † 15. August 1473 durch Sturz vom Pferd, 1444 Domherr zu Passau, 1445/61 Propst von St. Stephan zu Wien
    5. Wolfgang I., 1448 immatrikuliert in Wien, kaiserlicher Feldhauptmann, † 30. Juli 1484, begraben in Pupping
    6. Ludwig, † 9. August 1427
    7. Ludwig, 1448 immatrikuliert in Wien, † 19. Juni 1453
    8. Elisabeth, 1437, † August 1461;
⚭ vor 25. Februar 1444 Ulrich Graf von Oettingen zu Flochberg, † 28. Mai 1477
    9. Barbara, † nach 1492;
⚭ vor 24. Juni 1457 Duyn Frangepan comes de Vegilia etc.,† nach 14. Juni 1487
    10. Agnes, † 1457, begraben zu Pupping;
⚭ vor 24. September 1453 Heinrich IV. Herr von Rosenberg, † in Wien 25. März 1457
    11. Siegmund I., kaiserlicher Feldhauptmann, 1489 Obersterbmarschall in Österreich, † 2. Oktober 1498, begraben in Pupping;
⚭ Barbara von Wallsee, † in Niederwallsee 15. November 1505, Tochter des Reinprecht V. von Walsee und der Margareta von Starhemberg
      1. Friedrich, † jung
      2. Bernhard, † jung
      3. Wolfgang, † jung

    12. Ulrich III. zu Frauenheim, Klein-Sölk, Rabensberg und Lemberg, 1449 Oberster Landmarschall in Steier, 1460/1463 Landeshauptmann in Krain, † 27. Dezember 1484;
⚭ 1. Ehe Barbara;
⚭ Margareta von Kraig, † 6. Juni 1492, Tochter von Andreas und Katharina von Rohr (⚭ 22. Oktober 1488 in 2. Ehe mit Wilhelm der Reiche von Auersperg zu Krumau am Großsen Kamp, † 1506)
      1. Johann III., 1478, † 1490
      2. Siegmund, † jung
      3. Werner, † jung
      4. Genoveva, 1486, † 1519;
⚭ 1498 Johann von Liechtenstein, Herr zu Niklasburg
      5. Georg III. zu Mistelbach, Peuerbach, Erlach, Stauff, Aschach, Neumarkt etc., Obersterbmarschall in Österreich und Steir, 1544 Augsburger Bekenntnis, * 1472, † nach 10. April 1554 in Eferding;
⚭ Genoveva Gräfin von und zu Arco, † nach 1554, Tochter von Graf Andreas I. von Arco und Barbara di Martinengo
        1. Johann IV., Augsburger Bekenntnis, † in Linz 31. Mai 1551;
⚭ in Wels Begina von Polheim, * 30. Januar 1522, † 2. Oktober 1572 in Wels, Tochter des Siegmund Ludwig zu Perg und Steinhaus und der Anna Eckertsau zu Bockfliess (
⚭ in 2. Ehe 30. Juli 1553 mit Erasmus d. Ä. von Starhemberg zu Wildberg, Augsburger Bekenntnis, † 3. September 1560)
        2. Andreas, 1527/39, † um 1540
        3. Susanna
        4. Wolfgang II. zu Eferding und Oberwallsee, * 1512, † 11./12. Juni 1559[1] in Eferding;
⚭ in Wien am 13. Februar 1539 Anna de Salamanca von Ortenburg, † 26. Juli 1569 in Eferding, Tochter von Gabriel I. von Salamanca Graf von Ortenburg und Elisabeth von Eberstein
        5. Anna, * 1513, † 1551;
⚭ in Linz am 25. November 1529 (1540) Erasmus d. Ä. von Starhemberg zu Wildberg, Augsburger Bekenntnis, † 3. September 1560
        6. Magdalena, † 1560 (oder Dezember 1563);
⚭ 4. August 1537 Kaspar Pflug von Rabenstein zu Petschau, Tachau, Schluckenau und Kuttenplan, Augsburger Bekenntnis, † Falkenau 1585
        7. Itha, 1554/59, † 1568
        8. Elisabeth

Nach dem Aussterben der Schaunberger im Mannesstamm werden durch einen Vergleich vom 10. August 1572 mit Kaiser Maximilian II. die Starhemberger und die Liechtensteiner mit den Schaunberger Lehen beliehen, müssen dafür aber 45 000 Gulden bezahlen und das Landgericht und denn Wildbann im Donautal abtreten.